# أدريانا بياجوتي
أدريانا بياجوتي (من مواليد 19 يوليو 1947) هي لاعبة جمباز إيطالية، فازت في بطولة الجمباز الفني الإيطالية أربع مرات أعوام 1963، 1965، 1966، 1967، شاركت في دورة الألعاب الأولمبية الصيفية 1968 في مكسيكو سيتي، في جميع منافسات الجمباز الفني وحصلت على المركز 58 في المنافسة فردي فني شامل للسيدات وكانت أفضل نتيجة لها هي المركز 39 في حدث منصة القفز. شاركت في بطولة أوروبا للجمباز الفني عام 1967 في أمستردام وحصلت على المركز الخامس عشر في نفس التخصص .